# Municipio de Silver Creek (condado de Lake)
El municipio de Silver Creek (en inglés: Silver Creek Township) es un municipio ubicado en el condado de Lake en el estado estadounidense de Minnesota. En el año 2010 tenía una población de 1138 habitantes y una densidad poblacional de 1,48 personas por km².

## Geografía
El municipio de Silver Creek se encuentra ubicado en las coordenadas 47°14′48″N 91°35′45″O / 47.24667, -91.59583. Según la Oficina del Censo de los Estados Unidos, el municipio tiene una superficie total de 767.76 km², de la cual 763,3 km² corresponden a tierra firme y (0,58 %) 4,45 km² es agua.

## Demografía
Según el censo de 2010, había 1138 personas residiendo en el municipio de Silver Creek. La densidad de población era de 1,48 hab./km². De los 1138 habitantes, el municipio de Silver Creek estaba compuesto por el 98,15 % blancos, el 0,62 % eran amerindios, el 0,09 % eran asiáticos, el 0,09 % eran de otras razas y el 1,05 % eran de una mezcla de razas. Del total de la población el 0,53 % eran hispanos o latinos de cualquier raza.